# Petunia
Petunia este un gen de plante din familia Solanaceae. Acestea pot fi de mai multe culori și specii. Numele plantei provine din tupí-guarani.

## Specii
| - Petunia acuminata - Petunia alba - Petunia alpicola - Petunia altiplana - Petunia argentea - Petunia atkinsiana - Petunia atkinsii - Petunia axillaris - Petunia bajeensis - Petunia bonjardinensis - Petunia caesia - Petunia calycina - Petunia cirrhoides - Petunia cumingiana - Petunia dichotoma - Petunia dusenii - Petunia elegans - Petunia ericaefolia - Petunia excellens - Petunia exserta - Petunia felipponei - Petunia guarapuavensis - Petunia hassleriana - Petunia helianthemoides - Petunia heterophylla - Petunia humifusa | - Petunia humilis - Petunia hybrida - Petunia inflata - Petunia integrifolia - Petunia interior - Petunia intermedia - Petunia kegnellii - Petunia kleinii - Petunia ledifolia - Petunia lignescens - Petunia linearis - Petunia linoides - Petunia littoralis - Petunia longiflora - Petunia macrodactylon - Petunia mantiqueirensis - Petunia meleagris - Petunia mendozinensis - Petunia micrantha - Petunia minima - Petunia nyctaginiflora - Petunia occidentalis - Petunia odorata - Petunia ovalifolia - Petunia paranensis - Petunia parodii | - Petunia parviflora - Petunia patagonica - Petunia phoenicea - Petunia propinqua - Petunia pubescens - Petunia punctata - Petunia pygmaea - Petunia regnellii - Petunia reitzii - Petunia riograndensis - Petunia rupestris - Petunia saxicola - Petunia scabridula - Petunia scheideana - Petunia sellowiana - Petunia sendtneriana - Petunia serpyllifolia - Petunia serrulata - Petunia spathulata - Petunia staticifolia - Petunia thymifolia - Petunia variabilis - Petunia villadiana - Petunia violacea - Petunia viscidula - Petunia viscosa |